# Искене
Искене (каз. Ескене, бывш. Искининский) — упразднённое село в Макатском районе Атырауской области Казахстана. Являлось административным центром и единственным населённым пунктом Искенинского сельского округа. Код КАТО — 235237100. Упразднено в 2013 году.

## География
Располагалось в 20 км к югу от железнодорожной станции Искине (на линии Атырау — Кандыагаш). В районе — добыча нефти (Эмбинский нефтяной район).

## История
В 1939 году населённый пункт при нефтепромысле Искине отнесён к разряду рабочих посёлков с присвоением наименования Искининский. В 2008 году посёлок отнесён к категории села.

## Население
| 1939 | 1959  | 1970  | 1979 | 1989 | 1999 | 2009 |
| ---- | ----- | ----- | ---- | ---- | ---- | ---- |
| 3269 | ↘1541 | ↘1177 | ↘663 | ↘294 | ↗484 | ↗528 |

В 1999 году население села составляло 484 человека (244 мужчины и 240 женщин). По данным переписи 2009 года, в селе проживало 528 человек (280 мужчин и 248 женщин).